# Нижчезубові
Ентодонтові (Entodontaceae) — родина листостеблевих мохів порядку гіпнобрієві (Hypnales). В склад родини входять досить великі мохи, часом до 10-15 см заввишки, з блискучими дернинами. Стебло у них повзуче, висхідне або прямостояче, здебільшого перистогіллясте. Листки у верхівці тупі або коротко загострені, з короткою просто загостреною жилкою, рідко без жилки, з вушками.
Родина поширена, переважно, у тропічних та помірних широтах. В Україні росте 5 видів.

## Класифікація
Родина містить 4 роди з 135 видами:
- Entodon (115 видів)
- Erythrodontium, (15 видів)
- Mesonodon, (2 види)
- Pylaisiobryum, (1 вид)